# Glasklischeedruck

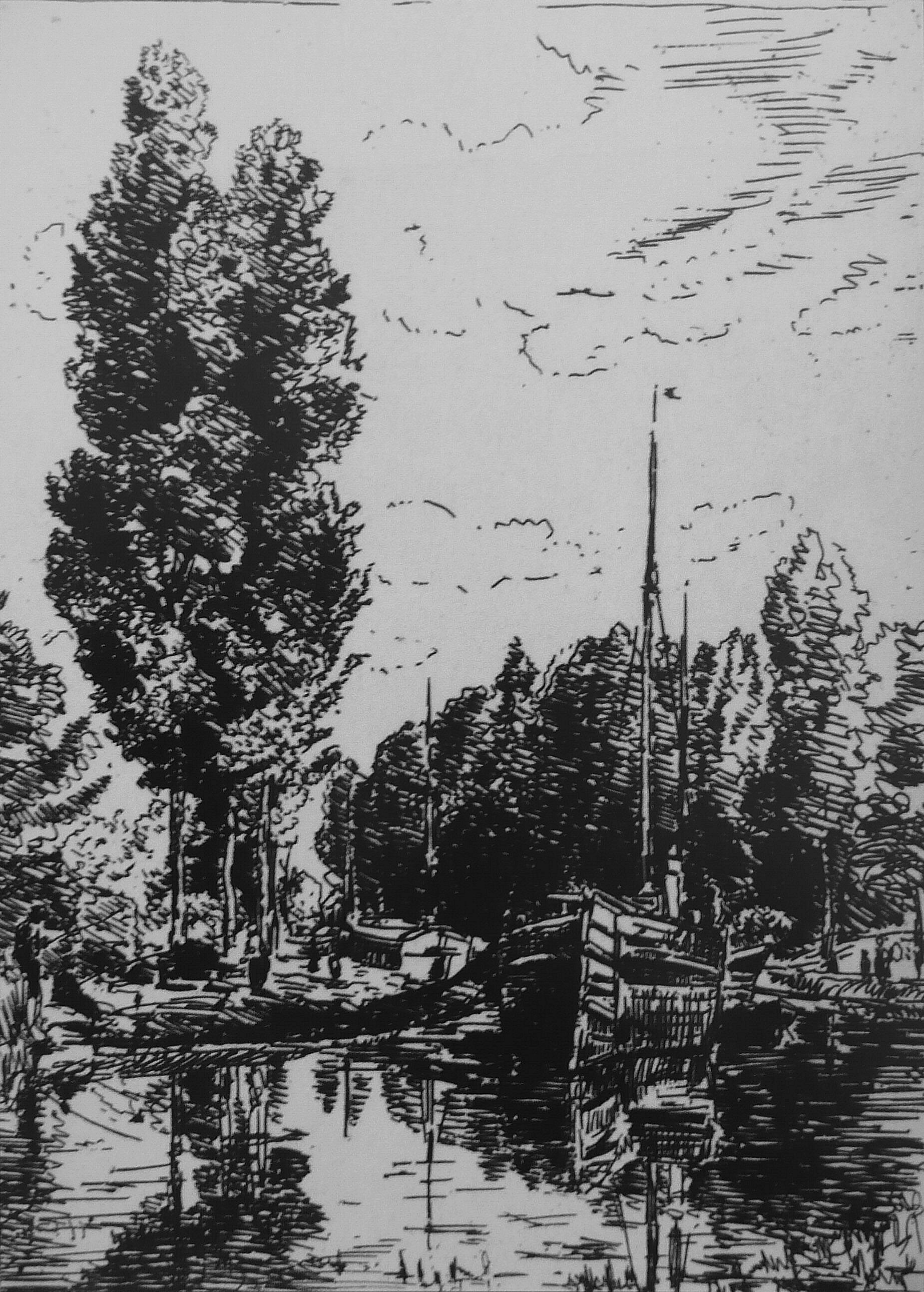
„Schiffe auf dem Kanal“ nach Camille Corot, cliché-verre von Charles Desavary (1837–1885)

Der Glasklischeedruck (auch Diaphanradierung oder Cliché verre genannt) ist eine grafische Technik, die besonders in der 2. Hälfte des 19. Jahrhunderts bei französischen Künstlern recht beliebt war. Es handelt sich hierbei um ein Hybrid aus Photographie und Handzeichnung. Die Blätter sind photographisch erstellte Abzüge von einem manuell angefertigten Negativ.
Entgegen einer immer wieder vertretenen Meinung ist das Medium kein einfacher Ersatz für andere Techniken wie Radierung, Lithographie oder Kupferstich. Die Erstellung der Negativplatte ist zwar relativ einfach, jedoch erfordert die Herstellung der Abzüge hohes technisches Können, um saubere Blätter zu erhalten, die weder zu hell noch zu dunkel sind. Ein geübter Photograph kann – ähnlich einem geübten Drucker im Druckgraphikbereich – die Qualität der Abzüge beeinflussen.
Vor allem im Kreis der Landschaftsmaler in Barbizon, einem Ort im Wald von Fontainebleau in Frankreich, war dieses Medium sehr beliebt. Seine Blütezeit währte nur kurz. Schnell verschwand das Medium wieder aus den Repertoires der Maler und es scheint, als sei es in erster Linie Experimentierfreude gewesen, die sie zur Verwendung des Cliché verre animierte. Die wichtigsten Künstler, die sich dieser Technik zuwandten sind Camille Corot (ca. 66 Blätter in der Technik), Charles-François Daubigny (ca. 18 Blätter in dieser Technik), Jean-François Millet (zwei Blätter in dieser Technik), Eugène Delacroix (1 Blatt in dieser Technik). Im 20. Jahrhundert experimentierten Künstler wie Picasso, Man Ray oder Brassaï mit dem Medium.
Zur Herstellung eines Cliché verre wird eine Glasplatte mit einer lichtundurchlässigen Deckschicht (oftmals dunkle Farbe, Druckerschwärze oder Kollodium) bestrichen. Sie kann obendrein hell eingefärbt und auf einen dunklen Untergrund gelegt werden, um den Entstehungsprozess besser überblicken zu können. Die Zeichnung ritzt man mit einer Radiernadel in die Beschichtung dieser Glasplatte. Beim Zeichnen erscheinen die Linien durch den freigelegten dunklen Untergrund schwarz auf weiß. An den gravierten Stellen wird die Platte lichtdurchlässig. Belichtet man diese Platte auf eine lichtempfindlich beschichtete Glasplatte oder ein Fotopapier, erscheint die eingeritzte Zeichnung als positive, seitenverkehrte Linienzeichnung und kann auf diese Art fotochemisch beliebig vervielfältigt werden.